# 마이클 토마셀로

마이클 토마셀로(Michael Tomasello, 1950년 1월 18일 ~ )는 미국의 발달 및 비교 심리학자이자 언어학자이다. 그는 듀크 대학의 심리학 교수이다.
1990년대 말부터 많은 상과 상을 받은 그는 오늘날 가장 권위 있는 발달 및 비교 심리학자 중 한 명으로 간주된다. 그는 "여러 분야의 전문가로 인정받는 세계적으로 몇 안 되는 과학자 중 한 명"이다. "사회 인지의 기원에 대한 그의 선구적인 연구는 발달 심리학과 영장류 인지 모두에서 혁명적인 통찰력을 이끌어냈다."

그는 토착화 과정의 결정적으로 중요한 측면으로서 아동의 언어 습득을 연구한다. 그는 노엄 촘스키의 보편문법을 비판하고 타고난 보편문법을 거부하고 대신에 언어 발달의 기능적 이론 (때로는 언어 습득에 대한 사회 화용 이론 또는 언어에 대한 사용 기반 접근이라고 함)을 제안한다. 습득) 아동은 다른 사람과의 담화 상호 작용에서 의도 읽기와 패턴 찾기를 통해 언어 구조를 배운다.
그는 또한 라이프치히에 있는 볼프강 쾰러 영장류 연구 센터에서 비교의 관점에서 광범위한 인지 능력을 연구한다. 그의 연구팀과 함께 그는 유아(6개월에서 24개월)와 유인원의 공간적, 도구적, 사회적 인지를 테스트하기 위한 일련의 실험 장치를 만들었다. 그 결과 사회적 (심지어 초사회적) 인지가 진정으로 인간을 구별하는 것이다.

### 인간 사회 인식의 고유성: 광범위한 개요
보다 구체적으로, 토마셀로는 유인원에게는 일련의 기술이 부족하다고 주장한다.
- 교육학적 과시와 의도적인 전달을 통한 사회적 학습;
- 과도한 모방, 행동뿐만 아니라 행동 방식과 스타일도 모방한다.
- 유익한 포인팅;
- 다른 에이전트의 각도에서 대안적으로 동일한 사물이나 이벤트를 보는 관점 보기;
- 재귀적 마음 읽기, 다른 사람들이 알고 있는 것을 우리가 알고 있는 것을 아는 것(등);
- 제3자 처벌(A에 대한 B의 부당함을 이유로 C가 B에 대한 협력을 처벌하거나 회피하는 경우)
- 공통 기반 구축 및 확대(다른 사람들과 공유하기 위해 의사 소통하고 일반적으로 알려진 것의 영역 구축)
- 집단 마인드(소속감, 상호 의존성, 일반적이고 비개인적인 기대에 따른 자기 모니터링의 규범적 느낌); 그리고
- 누적 문화, 때때로 "래칫 효과"를 만들었다.

토마셀로는 이러한 기술이 이전에 경쟁에서 작동했던 유인원 기술의 협동 통합으로 등장했을 진화적 참신인 관심과 의도를 공유하는 능력( 집단적 의도 )에 의해 선행되고 포괄되는 것으로 보고 있다.

### 관심과 의도의 공유
관심과 의도를 공유하는 전반적인 계획에는 공통의 필요를 추론하는 것이 포함된다. 이러한 필요를 충족시키기 위해 협력적으로 행동하도록 동기를 부여한다. 다른 대리인이 해당 목표에 대한 약속을 이행하는 경우에만 이러한 공통 요구를 충족한다는 공통 목표 아래에서 개인의 역할과 관점을 조정한다. 전리품을 공정하게 공유한다. 토마셀로는 마음 읽기, 도구적 행동 및 시뮬레이션적 사고에서 기술의 인지 통합과 같은 공통성과 개별성의 이중 구조를 보유한다(즉, 에이전트는 사물의 상태에 대한 내부 표현을 사용하고 이러한 행동의 행동과 결과를 시뮬레이션함). . 개인은 눈맞춤, 몸짓 무언극 등을 통해 공통의 목표 아래에서 자신의 행동과 관점을 조정하려는 의도를 분명히 또는 명시해야 한다. 이러한 특정 의도를 전달하는 것은 에이전트가 "우리"를 형성하는 느낌을 가질 수 있다는 것을 암시하며, 협력에서 이탈하려면 사과나 휴가가 필요하다는 약속을 느낄 수 있다. 협력 에이전트는 파트너와 역할을 전환하고 파트너가 자신의 역할을 수행하는 데 도움이 되거나 관련이 있는 것을 추론하는 기술에서 알 수 있듯이 조감도 또는 아무 곳에서나 볼 수 있는 표현 형식을 통해 상호 작용을 본다. .
Tomasello의 방어, 사용 및 공유된 관심 및 의도 가설의 심화는 그가 수집한 실험 데이터에 의존한다( Malinda Carpenter 작업 참조). Tomasello는 또한 진화론적 2단계 시나리오(아래 참조)와 Paul Grice, John Searle, Margaret Gilbert, Michael Bratman 및 인류학자 Dan Sperber에서 차용한 철학적 개념에 의존한다.
200만년 전 Homo 속의 출현 후 어느 시점에서 Homo Heidelbergensis 또는 다른 가까운 후보는 자원 부족을 초래한 사막화의 생태학적 압력 아래에서 의무적인 수렵채집자와 청소부가 되었다. 무임승차를 피하고 협력 파트너와 전리품을 나눌 수 있는 개인은 비 협력자보다 적응 이점을 얻었을 것이다. 음식을 얻기 위한 공동 노력과 파트너의 사회적 선택에 대한 의존도가 높아짐에 따라 공통의 주의 프레임(사냥 또는 청소) 및 공통 목표 아래에서 개인의 역할과 관점을 조정하는 더 나은 기술을 향한 진화를 설명해야 한다. 공동, 대인 관계의 의도를 야기한다. 나중에 약 200,000년 전에 그룹 내 경쟁으로 인해 제기된 새로운 생태학적 압력은 공동의 영토 방어를 위해 일하는 일관되게 협력하는 개인의 그룹에 비해 협력자의 "느슨한 풀"에 있는 사람들을 불리하게 만든다. "개인은 ... 자신을 특정 정체성을 가진 특정 사회 집단의 구성원으로 이해하기 시작했다."
Tomasello의 경우 표현, 추론 및 자체 모니터링의 미시 수준 기술에 영향을 미치는 거시 생태학적 압력의 2단계 진화 경로는 자연 선택이 내부 메커니즘에 작용하기 때문에 유효하지 않다. "인지 과정은 자연 선택의 산물이지만 자연 선택의 대상은 아니다. 사실, 자연 선택은 인지조차 볼 수 없다. 그것은 명백한 행동을 조직하고 규제하는 인지의 효과만을 볼 수 있다." 생태학적 압력은 이전의 협력적 또는 상호주의적 행동을 경쟁에 대한 이점으로 두어 자동 촉매적 방식으로 새로운 도전을 제기했을 새로운 인지 기술을 선호하는 새로운 선택적 압력을 생성했을 것이다.

## 내용주
1. ↑  “Heineken Prize for Cognitive Science”. 《knaw.nl》. The Netherlands: Royal Netherlands Academy of Arts and Sciences. 2010. 2017년 2월 26일에 원본 문서에서 보존된 문서. 2022년 2월 15일에 확인함.
2. ↑  “2015 Distinguished Scientific Contribution Awards”. 《apa.org》. American Psychological Association.
3. ↑  2011 Wiley Prize in Psychology at Wiley.com
4. ↑  "Michael Tomasello, 2009, "The Gap is Social" in P.Kappeler & J. B. Silk, Mind the Gap: Tracing the Origins of Human Universals).
5. ↑  Tomasello, Michael (2014). “The ultra‐social animal”. 《European Journal of Social Psychology》 (Wiley) 44 (3): 187–194. doi:10.1002/ejsp.2015. ISSN 0046-2772. PMC 4302252. PMID 25641998.
6. ↑  p.6 in M. Tomasello, 2014, A Natural History of Human Thinking. Harvard University Press
7. ↑  Tomasello, Michael; Carpenter, Malinda; Call, Josep; Behne, Tanya; Moll, Henrike (2005). “Understanding and sharing intentions: The origins of cultural cognition”. 《Behavioral and Brain Sciences》 (Cambridge University Press (CUP)) 28 (5): 675–691. doi:10.1017/s0140525x05000129. ISSN 0140-525X. PMID 16262930.
8. ↑  "Paleontological evidence suggests that this [Homo Heidelbergensis] was the first hominin to engage systematically in the collaborative hunting of large game, using weapons that almost certainly would not enable a single individual to be successful on its own, and sometimes bringing prey back to homebase", p. 36, in M. Tomasello, 2014, A Natural History of Human Thinking. Harvard University Press
9. ↑  p.84 in M. Tomasello, op. cit.
10. ↑  p.82-3, in M. Tomasello op.cit.
11. ↑  p.7 in M.Tomasello, 2014, A Natural History of Human Thinking. Harvard University Press